# 罗斯坦棘蛙
罗斯坦棘蛙（学名：Nanorana rostandi）一种分布于尼泊尔西部及中华人民共和国西藏自治区的两栖动物，隶属于叉舌蛙科倭蛙属。

## 形态特征
罗斯坦棘蛙体型较小，雄蛙体长42.1～45.5毫米，雌蛙体长35.5～42.3毫米。身体背面皮肤较光滑，呈土黄色或浅棕红色，具不规则棕黑色斑点；吻棱、颞褶下方和背侧褶棕黑色；腹部皮肤光滑，为黄白色，喉部略有灰色碎斑。